# Garb (skała)

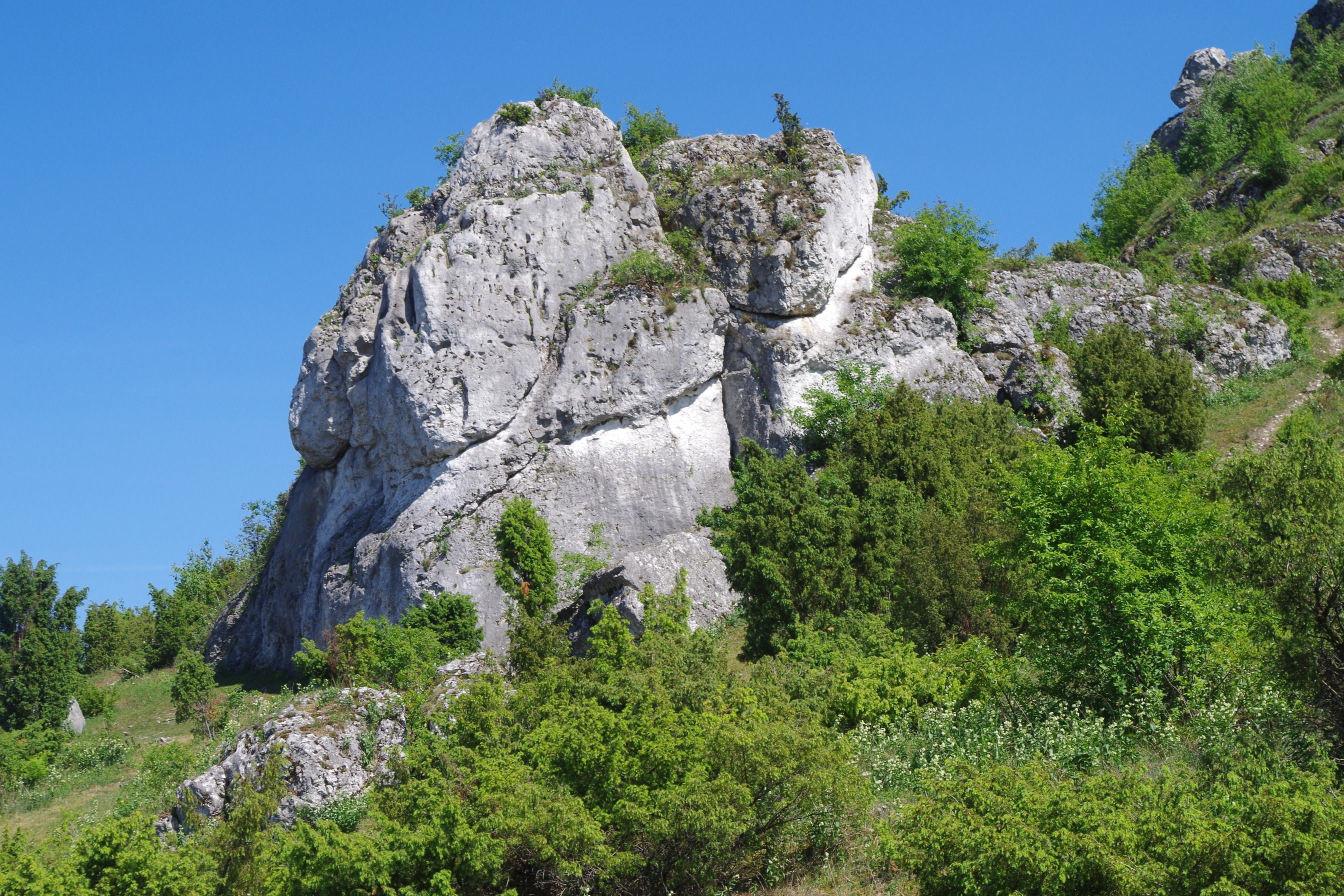
Garb od południa

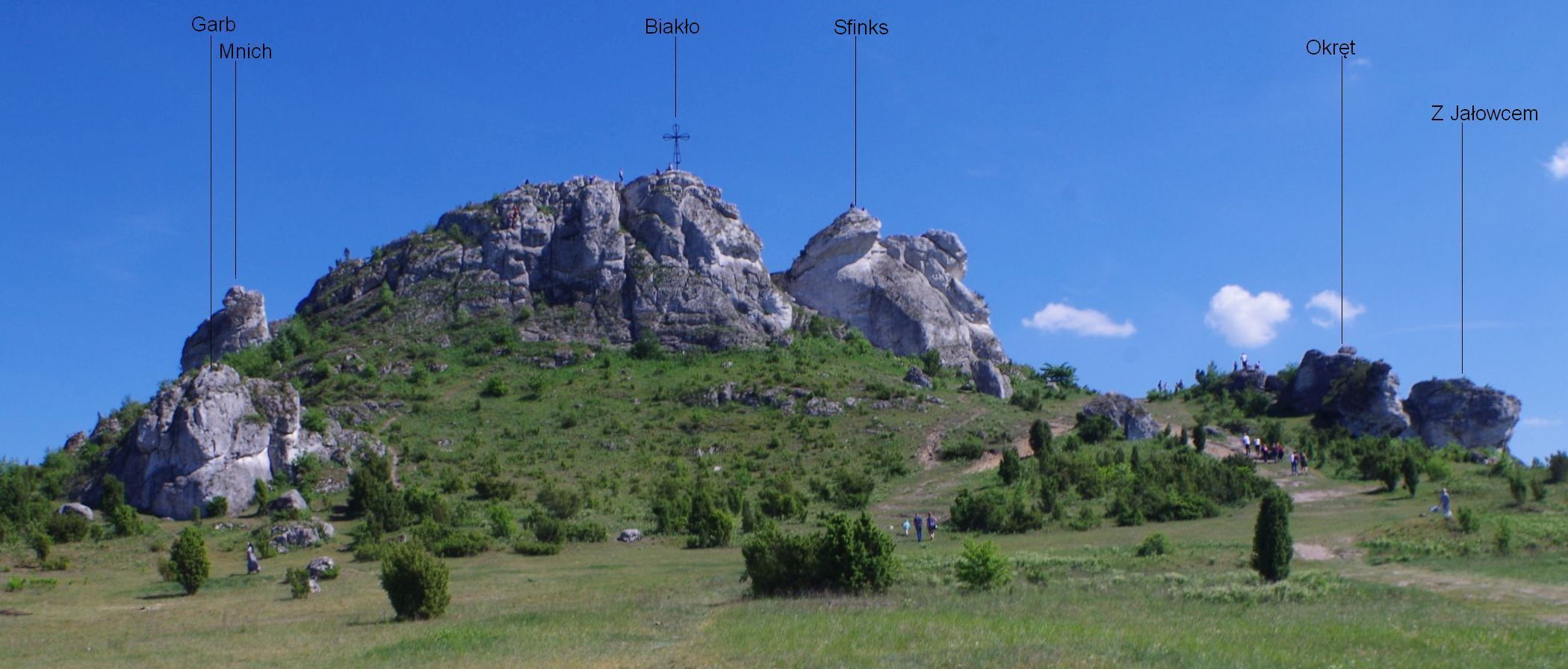
Położenie Garbu w masywie Biakła

Garb – skała  na  wzgórzu Biakło na Wyżynie Częstochowskiej, w miejscowości Olsztyn w województwie śląskim, w powiecie częstochowskim. Znajduje się u północno-zachodniej podstawy tego wzgórza otoczonego odkrytymi, trawiastymi terenami. 
Zbudowana z wapieni skała ma wysokość 8 m, pionowe, połogie ściany i posiada takie formacje geologiczne jak: filar i zacięcie.

## Drogi wspinaczkowe
Wspinacze poprowadzili na Garbie 6 dróg wspinaczkowych o trudności od III+ do VI+ w skali Kurtyki. Mają zachodnią wystawę i zamontowane stałe punkty asekuracyjne: ringi (r) i stanowisko zjazdowe (st) lub dwa ringi zjazdowe (drz). 
1. Droga z jajem; 3r + st, V+, 8 m
2. Baya Kongo; 4r + st, VI, 8 m
3. Prawa rysa; III+, 8 m
4. Dysk men; 4r + drz, V+, 9 m
5. Nie garb się; 4r + drz, VI+, 9 m
6. Przez kamień; 3r + drz, IV+, 9 m[2].

## Szlaki turystyczne
Obok wzgórza Biakło  prowadzą dwa szlaki turystyczne.
 szlak św. Idziego: Olsztyn – Biakło – rezerwat przyrody Sokole Góry – Zrębice
 Olsztyn – Biakło – rezerwat przyrody Sokole Góry – Knieje – Zrębice